# Armée syrienne
Ne doit pas être confondu avec Armée arabe syrienne.
L'armée syrienne est une association de groupes disparates, dont le noyau central est issu de Hayat Tahrir al-Cham, sous le contrôle nominal du ministère de la Défense, et qui constituent les forces militaires terrestres des Forces armées syriennes, dont l'armée syrienne est la principale branche.

## Historique
Après la chute du régime Assad et la fuite de Bachar al-Assad en 2024, les nouveaux dirigeants de facto de la Syrie, sous le gouvernement de transition syrien, puis le gouvernement al-Charaa à partir de mars 2025, se préparent à réorganiser radicalement les forces et les ambitions militaires du pays,.
Le 17 décembre 2024, le Premier ministre par intérim Mohammed al-Bachir déclare que le ministère de la Défense serait restructuré en utilisant d'anciennes factions rebelles et des officiers ayant fait défection des anciennes forces armées baasistes. Le 21 décembre 2024, le Major-général Murhaf Abu Qasra est nommé nouveau ministre de la Défense du gouvernement de transition syrien, tandis qu'Ali Noureddine Al-Naasan occupe le poste de chef d'état-major général. 
En février 2025, le ministère syrien de la Défense rapporte que plus de 70 factions armées dans six régions au total ont accepté de participer à la nouvelle administration. Le ministère forme un comité chargé de la restructuration et de la gestion des actifs, ainsi qu'un « sous-comité » dont le but est de déterminer une nouvelle « structure interne » pour les forces armées syriennes. Le but affiché par le nouveau gouvernement syrien est de constituer une armée de 200 000 hommes à terme. Elle a notamment intégré près de 30 000 hommes de l'ancienne Armée nationale syrienne (ANS), soutenue par la Turquie, et prévoit d'intégrer 15 000 hommes des Forces démocratiques syriennes (FDS), majoritairement kurdes et soutenus par les États-Unis,.
La formation de cette nouvelle armée, dont le noyau est issu de Hayat Tahrir al-Cham, est cependant complexe. Ainsi, puisque l'offensive rebelle de 2024 en Syrie a été accomplie par de nombreuses factions comme Hayat Tahrir al-Cham, l'Armée nationale syrienne, le Front national de libération, l'Armée syrienne libre et Chambre des opérations du Sud, la nouvelle armée se retrouve fragmentée par ses composantes qui contrôlent toujours des zones précises. Par ailleurs, cette fragmentation pourrait provoquer la division de l'armée en cas de conflits entre factions, alors que bien qu'à l'échelon des bataillons, les structures des groupes rebelles ont été conservées, alors que les échelons supérieurs comme les brigades et les divisions sont plus hétérogènes.

## Structure
L'armée syrienne serait composée, en juin 2025, des éléments suivants:

### Lattaquié
- 50e division, issue des rangs de Hayat Tahrir al-Cham (HTC) ;
- Division côtière, issue des rangs du Front national de libération (NLF) ;
- 56e division de réserve.

### Alep
- 60e division, en partie issue des rangs de Hayat Tahrir al-Cham (HTC) ;
- 76e division, en partie issue des rangs de l'Armée nationale syrienne (ANS) ;
- 80e division, en partie issue des rangs de l'Armée nationale syrienne (ANS) et du Front national de libération (NLF) ;
- 72e division, en partie issue des rangs de l'Armée nationale syrienne (ANS).

### Hama
- 25e et 82e division, en partie issue des rangs de Hayat Tahrir al-Cham (HTC) ;
- 74e division, en partie issue des rangs du Front national de libération (NLF).

### Daraa
- 40e division, en partie issue des rangs du Front national de libération (NLF).

### Damas
- 44e division, en partie issue des rangs de Hayat Tahrir al-Cham (HTC) et du Front national de libération (NLF) ;
- 70e division, issue des rangs de l'Armée libre syrienne, soutenue par les États-Unis, intégrée à l'Armée nationale syrienne (ANS) ;
- 77e division, issue des rangs du Front national de libération (NLF) ;
- Division de Damas.

### Idlib
- 64e division, en partie issue des rangs du Front national de libération (NLF).

### Homs
- 52e division, en partie issue des rangs de Hayat Tahrir al-Cham (HTC) ;
- 54e division, en partie issue des rangs du Front national de libération (NLF).

### Badia
- 118e division, en partie issue des rangs du Front national de libération (NLF) ;
- 42e division.

### Syrie orientale
- 66e division, en partie issue des rangs de Hayat Tahrir al-Cham (HTC) ;
- 86e division, en partie issue des rangs de l'Armée nationale syrienne (ANS).

### Autres divisions
- 62e division, issue des rangs de l'Armée nationale syrienne (ANS) ;
- 111e division, issue des rangs de Hayat Tahrir al-Cham (HTC) ;
- 128e division, issue des rangs de Hayat Tahrir al-Cham (HTC) ;
- 98e division, en partie issue des rangs de Hayat Tahrir al-Cham (HTC) ;
- 84e division des forces spéciales, issue des combattants étrangers en Syrie[14].

## Équipement
La nouvelle armée syrienne est équipée essentiellement d'armes et de véhicules obtenus avant la chute du régime d'Assad en décembre 2024, complété par le matériel issu des anciennes forces armées syriennes. 